# Мальчиш-Кибальчиш

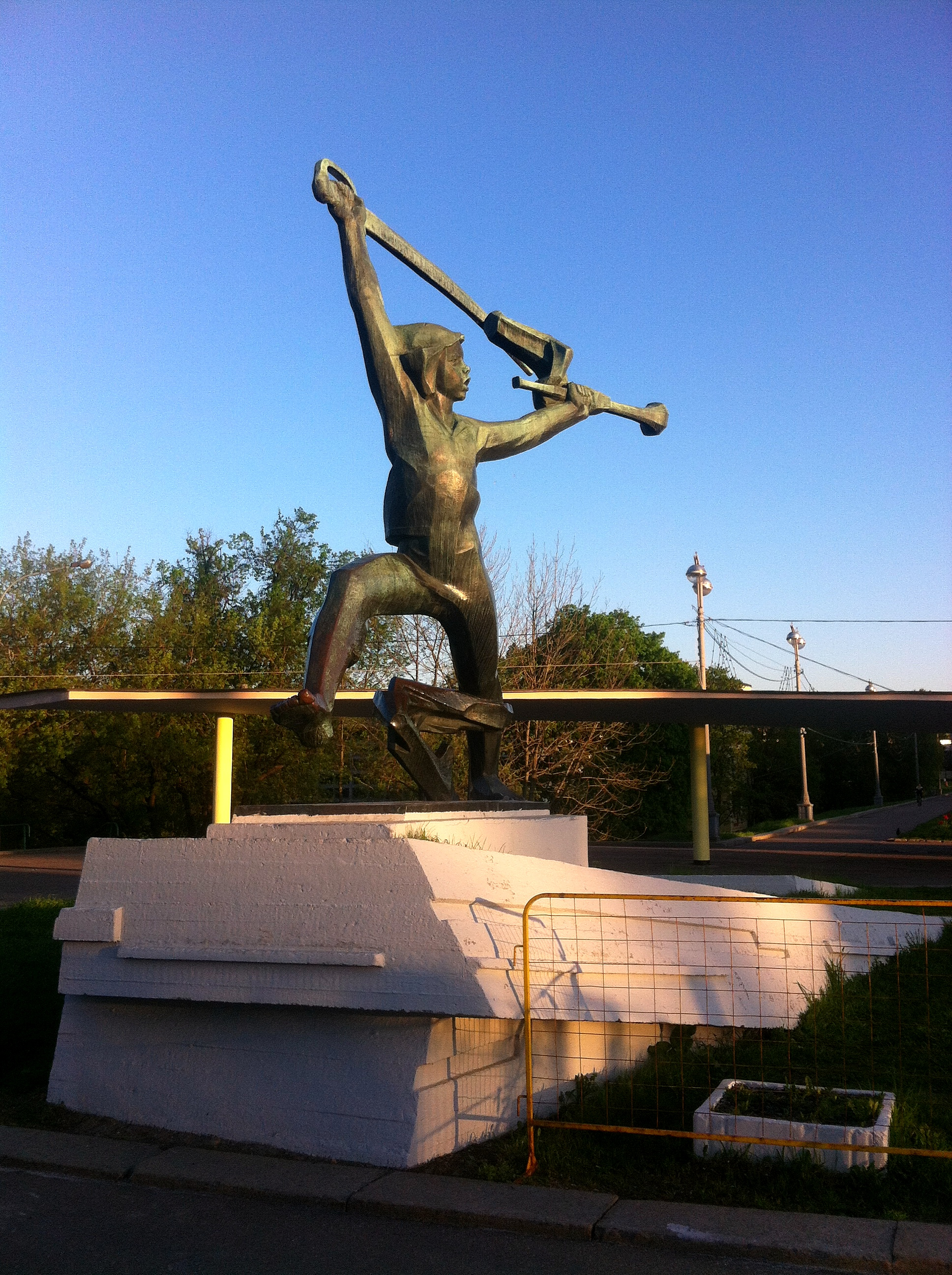
Скульптура Мальчиша-Кибальчиша у главного входа в московский Дворец пионеров на Ленинских горах

Мальчи́ш-Кибальчи́ш — положительный персонаж сказки Аркадия Гайдара «Сказка о Военной тайне, о Мальчише-Кибальчише и его твёрдом слове», а также снятых по этой книге советских художественного и мультипликационного фильмов «Сказка о Мальчише-Кибальчише». Значимый персонаж и пример для советских детей. Антипод персонажа — Мальчиш-Плохиш (антагонист).

## Сюжет
Жил в  мирной сельской местности, охраняемой Красной Армией, силы которой находятся в нескольких днях пути, и занимался ребяческими играми, а также помогал взрослым. После ухода старших на войну со внезапно напавшими на страну злобными «буржуинами», возглавил сопротивление последней оставшейся силы, мальчишек — «мальчишей». Им было нужно «только ночь простоять да день продержаться».

Эй же вы, мальчиши, мальчиши-малыши! Или нам, мальчишам, только в палки играть да в скакалки скакать? И отцы ушли, и братья ушли. Или нам, мальчишам, сидеть-дожидаться, чтобы буржуины пришли и забрали нас в своё проклятое буржуинство?
В результате предательства Плохиша, уничтожившего боеприпасы, попал в плен к Главному Буржуину, который старался страшными пытками выведать у него военную тайну. Тайну Кибальчиш не выдал и под пытками погиб, а вскоре пришла, как буря, Красная Армия и всех освободила. Похоронен на высоком месте на Синей реке.

Плывут пароходы — привет Мальчишу!

Пролетают лётчики — привет Мальчишу! 

Пробегают паровозы — привет Мальчишу! 

А пройдут пионеры — салют Мальчишу!

## Культурное влияние

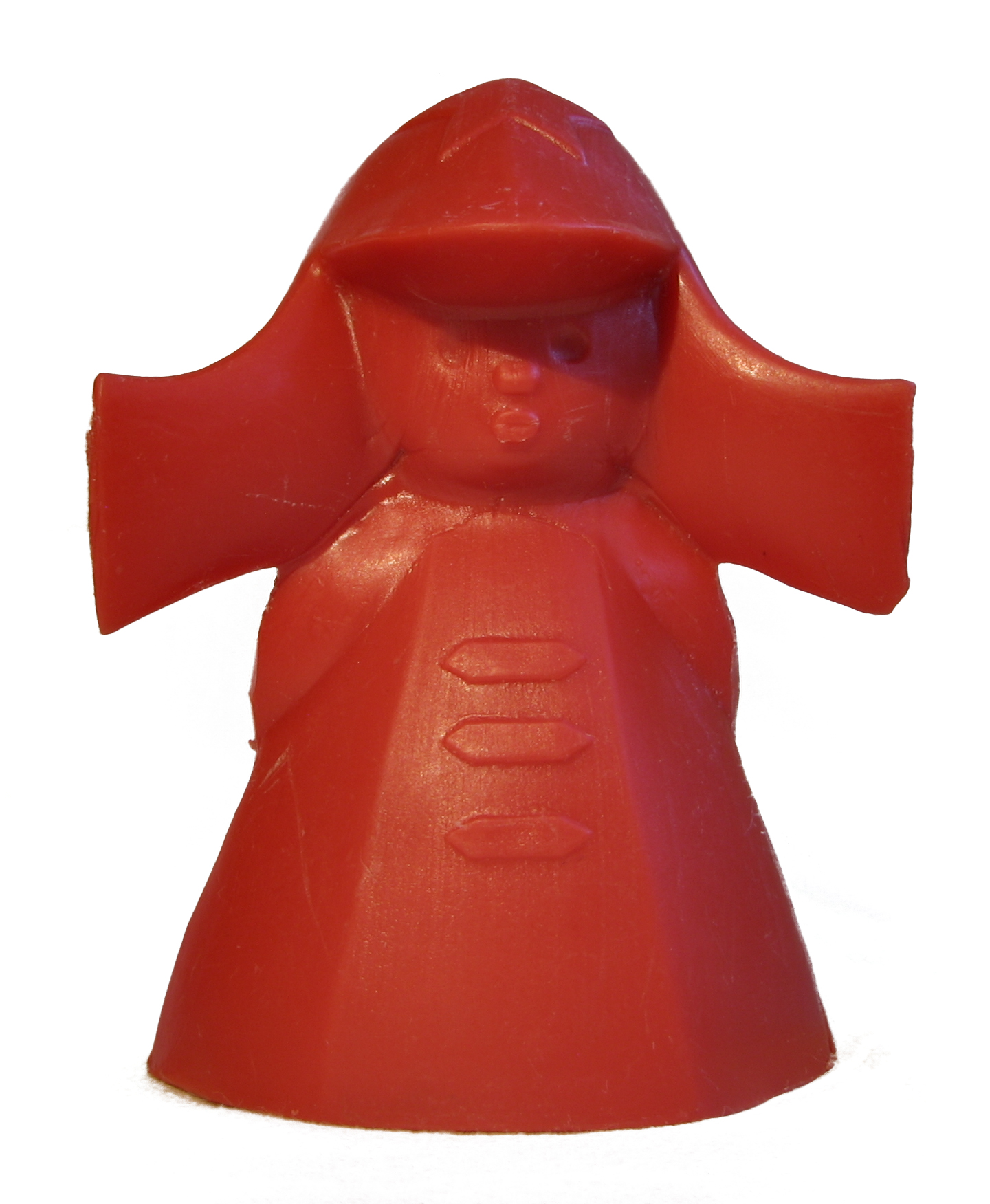
Игрушка «Мальчиш-Кибальчиш»

Сказка также является частью повести А. Гайдара «Военная тайна», где её Алька рассказывает Натке, а та своим подопечным в Артеке.
19 мая 1972 года, в день 50-летнего юбилея Пионерского движения, у главного входа в московский Дворец пионеров на Ленинских горах был открыт памятник персонажу. Памятник высотой 5 м, выполненный из кованой меди и установленный на постаменте из гранитных плит, изображает Мальчиша, в будёновке и босого, с саблей и горном в руках, готовящегося сделать шаг вперёд. Скульптор памятника — В. К. Фролов, архитектор — Владимир Степанович Кубасов.